# Brachystola mexicana
Brachystola mexicana is een rechtvleugelig insect uit de familie Romaleidae. De wetenschappelijke naam van deze soort is voor het eerst geldig gepubliceerd in 1904 door Bruner.